# At the Gate of Sethu
At the Gate of Sethu – siódmy album studyjny amerykańskiej grupy muzycznej Nile. Został wydany 29 czerwca 2012 roku przez wytwórnię płytową Nuclear Blast. Nagrania dotarły do 131. miejsca listy Billboard 200 w Stanach Zjednoczonych sprzedając się w przeciągu tygodnia od dnia premiery w nakładzie 3800 egzemplarzy.

## Lista utworów
Opracowano na podstawie materiału źródłowego.
| Nr  | Tytuł utworu                                                       | Słowa                | Muzyka                            | Długość |
| --- | ------------------------------------------------------------------ | -------------------- | --------------------------------- | ------- |
| 1.  | „Enduring the Eternal Molestation of Flame”                        | Karl Sanders         | George Kollias, Karl Sanders      | 4:29    |
| 2.  | „The Fiends Who Come to Steal the Magick of the Deceased”          | Karl Sanders         | George Kollias, Karl Sanders      | 4:30    |
| 3.  | „The Inevitable Degradation of Flesh”                              | Karl Sanders         | George Kollias, Dallas Toler-Wade | 5:30    |
| 4.  | „When My Wrath Is Done”                                            | Karl Sanders         | George Kollias, Karl Sanders      | 3:11    |
| 5.  | „Slaves of Xul”                                                    | utwór instrumentalny | Karl Sanders                      | 1:24    |
| 6.  | „The Gods Who Light Up the Sky At the Gate of Sethu”               | Karl Sanders         | George Kollias, Karl Sanders      | 5:43    |
| 7.  | „Natural Liberation of Fear Through the Ritual Deception of Death” | Karl Sanders         | George Kollias, Dallas Toler-Wade | 3:30    |
| 8.  | „Ethno-Musicological Cannibalisms”                                 | utwór instrumentalny | Karl Sanders                      | 1:40    |
| 9.  | „Tribunal of the Dead”                                             | Karl Sanders         | George Kollias, Karl Sanders      | 5:54    |
| 10. | „Supreme Humanism of Megalomania”                                  | Karl Sanders         | George Kollias, Dallas Toler-Wade | 4:36    |
| 11. | „The Chaining of the Iniquitous”                                   | Karl Sanders         | Karl Sanders                      | 7:05    |
|     |                                                                    |                      |                                   | 47:32   |

| Utwory dodatkowe | Utwory dodatkowe                            | Utwory dodatkowe     | Utwory dodatkowe                  | Utwory dodatkowe |
| Nr               | Tytuł utworu                                | Słowa                | Muzyka                            | Długość          |
| ---------------- | ------------------------------------------- | -------------------- | --------------------------------- | ---------------- |
| 1.               | „Enduring the Eternal Molestation of Flame” | utwór instrumentalny | George Kollias, Karl Sanders      | 4:06             |
| 2.               | „The Inevitable Degradation of Flesh”       | utwór instrumentalny | George Kollias, Dallas Toler-Wade | 5:31             |
|                  |                                             |                      |                                   | 9:37             |

## Twórcy
Opracowano na podstawie materiału źródłowego.
| Zespół Nile w składzie - Karl Sanders – gitara, gitara basowa, wokal prowadzący, wokal wspierający, bağlama, saz, instrumenty klawiszowe - Dallas Toler-Wade – gitara, gitara basowa, wokal prowadzący, wokal wspierający - George Kollias – perkusja, instrumenty perkusyjne Dodatkowi muzycy - Jon Vesano − wokal wspierający - Jason Hagan − wokal wspierający - Mike Breazeale − wokal wspierający | Inni - Patrick Collard − zdjęcia - Neil Kernon − produkcja muzyczna, inżynieria dźwięku, miksowanie - Seth Siro Anton − oprawa graficzna - Bob Moore − inżynieria dźwięku |

## Wydania
| Rok  | Nr katalogowy          | Format                    | Wytwórnia                  | Region        | Źródło |
| ---- | ---------------------- | ------------------------- | -------------------------- | ------------- | ------ |
| 2012 | NB 2818-2, 27361 28182 | CD, Album                 | Nuclear Blast              | Niemcy/Europa | [ 1 ]  |
| 2012 | 2736128181             | 2xLP, Album, Ltd, Bei     | Nuclear Blast              | Niemcy/Europa | [ 1 ]  |
| 2012 | 27361 28181            | 2xLP, Album, Ltd, Gre     | Nuclear Blast              | Niemcy/Europa | [ 1 ]  |
| 2012 | 4650062360596          | CD, Album                 | Soyuz Music, Nuclear Blast | Rosja         | [ 1 ]  |
| 2012 | 27361 28185, NB 2818-5 | CD, Album, Ltd + Box, Ltd | Nuclear Blast              | Niemcy/Europa | [ 1 ]  |
| 2012 | NB 2818-0, 27361 28180 | CD, Album, Ltd, Dig       | Nuclear Blast              | Niemcy/Europa | [ 1 ]  |

## Listy sprzedaży
| Lista                   | Kraj              | Pozycja |
| ----------------------- | ----------------- | ------- |
| Sverigetopplistan       | Szwecja           | 41      |
| Ö3 Austria Top 40       | Austria           | 61      |
| Media Control Charts    | Niemcy            | 27      |
| Schweizer Hitparade     | Szwajcaria        | 61      |
| SNEP                    | Francja           | 182     |
| Suomen virallinen lista | Finlandia         | 37      |
| Billboard 200           | Stany Zjednoczone | 131     |